# 데스크톱 창 관리자
데스크톱 창 관리자(영어: Desktop Window Manager, DWM)는 윈도우 비스타, 윈도우 7, 윈도우 8에 도입된 컴포지트 창 관리자이다. 이전에는 데스크톱 컴포지트 엔진(영어: Desktop Compositing Engine, DCE)이라고 불렸다. DWM은 다이렉트엑스 9.0 및 셰이더 모델 2.0을 지원하는 그래픽 카드를 요구한다.
원래는 투명도와 3차원 창 전환과 같은 윈도우 에어로 사용자 경험을 사용할 수 있게 할 목적으로 만들어졌다.
데스크톱 창 관리자 프로세스가 실행되고 있는지 확인하는 방법은 다음과 같다.
- Ctrl+⇧ Shift+Esc 키를 눌러서 작업 관리자로 들어간다.
- 프로세스 탭을 누른다.
- "데스크톱 창 관리자"라는 설명이 붙은 dwm.exe 프로세스가 있는지 확인한다.

## 구조
DWM이 실행되면 응용 프로그램들은 직접 비디오 메모리에 정보를 그리지 않고, 1초에 엄청난 횟수로 시스템 메모리의 오프 스크린 버퍼에 그리면서 최종 화면을 표시한다. 이것은 맥 오에스 텐의 쿼츠 컴포지터와 비슷하다. 컴포지터가 모든 응용 프로그램의 그래픽에 접근하기 때문에 여러 개의 응용 프로그램들의 시각화를 정리하는 효과(이를테면 투명도)를 쉽게 사용할 수 있다. DWM은 다이렉트엑스를 사용하여 GPU 안에서 컴포지트, 렌더링 기능을 수행하며, 디스플레이로의 오프 스크린 버퍼로부터 렌더링을 관리하는 CPU의 작업 사용률을 낮춘다. 그러나 오프 스크린 버퍼에 직접 그리는 응용 프로그램에 영향을 미치지는 않는다. DWM을 사용되는 기술에 따라, CPU의 사용률이 급격히 올라갈 수도 있다. GDI와 같이 사람이 인식할 수 없는 DWM의 렌더링 기술은 사용자 인터페이스를 비트맵으로 버퍼링함으로써 버퍼로 다시 전달된다. 윈도우 프레젠테이션 파운데이션과 같이 사람이 인식할 수 있는 DWM 기술은 DWM 호환 포맷에서 사용할 수 있는 내부 데이터 구조를 직접 만든다. 버퍼 안에 있는 창의 내용물은 그 뒤에 다이렉트엑스 텍스처로 변환된다.
윈도우 8과 윈도우 서버 2012에서 DWM은 무조건 활성화되어 있으며 임의로 끌 수 없다. 이전의 윈도우와 달리 윈도우 8은 WARP(Windows Advanced Rasterization Platform)를 통해 기본 디스플레이 어댑터들을 지원하는데, 이는 소프트웨어 렌더링을 사용함으로써 그래픽 카드 대신 CPU가 인터페이스를 렌더링하게 한다. 다시 말해, 호환 드라이버 없이 DWM을 이용할 수 있게 하지만 일반 그래픽 카드의 성능 수준과는 동일하지 않다. 윈도우 8의 DWM은 스테레오스코피 3D에 대한 지원도 추가한다.

## 하드웨어 요구 사항
DWM은 호환 가능한 실제 하드웨어나 가상 하드웨어를 요구한다:
- 윈도우 디스플레이 드라이버 모델 (WDDM)을 지원하는 GPU
- DirectX 9 지원
- 픽셀 셰이더 2.0 지원
- 한 픽셀에 32비트 지원
- 윈도우 드라이버 키트 (WDK)에서의 윈도우 에어로 테스트 통과

윈도우 7에서 데스크톱 창 관리자는 Direct3D 10.0을 사용하도록 처리되었으나 하드웨어 요구 사항은 윈도우 비스타와 동일한 수준이다. 윈도우 8은 윈도우 7과 요구 사항이 동일하지만 호환 그래픽 하드웨어가 없으면 소프트웨어 렌더링도 사용할 수 있다는 점이 다르다.
하드웨어 가상화 소프트웨어는 버추얼박스 4.1 이상, VMWare 퓨전 3.0 이상, VMWare 워크스테이션 7.0 이상부터 DWM에 필요한 하드웨어를 가상으로 구현한다. 또, 윈도우 버추얼 PC는 원격 데스크톱 프로토콜을 이용하여 컴포지션을 허용한다.

## 같이 보기
- 윈도우 에어로